# Flamersheim
Flamersheim este o localitate cu 2 500 locuitori, ce aparține de orașul Euskirchen, Nordrhein-Westfalen, Germania.

## Așezare
Localitatea este amplasată la sud-est de Euskirchen, fiind învecinată cu Niederkastenholz, Palmersheim, Schweinheim și Kirchheim. Flamersheim este traversat de râul Rodderbach, la sud se află „Pădurea Flamersheim” în care se află lacul de acumulare Steinbachtalsperre (NRW). 

## Istoric
Numele localității „Flamersheim” provine din punct de vedere etimologic din „Flavomaresheim” (Așezarea francilor Flavomari). In documente istorice localitatea este pentru prima oară amintită  în anul 870 în cronica Abației Prüm ca „viila regia nomine Flamersheim”. Descoperirile arheologice atestă existența așezării din timpul romanilor, aceasta fiind atesta de un vas din argilă roșie „Terra Sigillata” care este păstrat în muzeul Rheinisches Landesmuseum Bonn.